# 天主教普罗普里亚教区
天主教普羅普里亞教區（拉丁語：Dioecesis Propriensis）是羅馬天主教在巴西的一個教區，屬阿拉卡茹總教區。
1960年4月30日升為教區。包括塞爾希培州廿六市，2004年有教友300,045人，佔轄區總人口97.5%。教區下轄廿四個堂區，有廿五名司鐸。現任教區主教為馬里奧·里諾·西維耶里。